# Aéroport de Pond Inlet
L'aéroport de Pond Inlet est un aéroport situé au Nunavut, au Canada. Il est notamment desservi par la compagnie Canadian North.